# Misioneros Javerianos de Yarumal
Los Misioneros Javerianos de Yarumal, también conocidos como Misioneros de Yarumal y oficialmente como Instituto de Misiones Extranjeras de Yarumal (sigla IMEY), conforman un Instituto de vida apostólica dentro de la Iglesia católica, bajo la dirección de la Congregación para la Evangelización de los Pueblos. Tiene como origen la ciudad de Yarumal (Antioquia, Colombia).

## Historia
El 3 de julio de 1927 Monseñor Miguel Ángel Builes, obispo de la Diócesis de Santa Rosa de Osos fundó el Seminario de Misiones de Yarumal con el objetivo de formar muchos misioneros para ser enviados a evangelizar en distintas regiones de Colombia y del mundo. En 1938 fueron ordenados sacerdotes los primeros siete misioneros quienes fueron enviados a evangelizar en las regiones del Magdalena Medio en Colombia. A medida que iba creciendo el número de misioneros, el seminario fue organizado como un instituto misionero bajo la dirección de la congregación para la Evangelización de los Pueblos de la Iglesia católica. En 1953 la Santa Sede le encomendó al Instituto de Misiones Extranjeras de Yarumal - IMEY -, la fundación y administración del vicariato apostólico de Mitú, (Vaupés), la prefectura apostólica de Labateca, el vicariato apostólico de Buenaventura y el vicariato apostólico de Istmina. Años más tarde, la prefectura apostólica de Labateca se incertó al vicariato apostólico de Arauca.

## Organización
Los Misioneros de Yarumal están organizados en regiones y zonas, bajo la dirección de un superior general y Consejo Central cuya sede es la ciudad de Medellín.
Han creado el Museo Etnográfico Miguel Ángel Builes en 1962 en la misma ciudad.

## Presencia misionera en el mundo
Los Misioneros de Yarumal prestan servicios a la Iglesia católica en las siguientes regiones del mundo:

### América
- Colombia:
  - Buenaventura
  - Vaupés
  - Guainía
  - Guaviare
- Ecuador:
  - Sayausi
  - Loja
  - Machala
  - El Coca
  - Pastaza
- Perú

- Bolivia
- Panamá
- Estados Unidos

### África
- Kenia

Con la casa de formación en el Slum de Kibera en Nairobi, y las misiones de Tuum y Barsaloi en la diócesis de Mararal en el norte del país.
- Costa de Marfil
- Angola

### Asia
- Camboya
- Tailandia